# Māshelābād
Māshelābād (persiska: مَشاُلّاه آباد, Mashāollāhābād, ماشل آباد) är en ort i Iran.   Den ligger i provinsen Mazandaran, i den norra delen av landet, 110 km norr om huvudstaden Teheran. Māshelābād ligger 60 meter över havet och antalet invånare är 600.
Terrängen runt Māshelābād är varierad. Runt Māshelābād är det ganska tätbefolkat, med 108 invånare per kvadratkilometer. Närmaste större samhälle är Motel Qū, 9,4 km öster om Māshelābād. I omgivningarna runt Māshelābād växer i huvudsak blandskog.